# جو کارتر (بازیکن فوتبال)
جو کارتر (به انگلیسی: Joe Carter)  زادهٔ ۲۷ ژوئیه ۱۸۹۹ بازیکن فوتبال اهل انگلستان که سابقهٔ بازی در تیم ملی فوتبال انگلستان را در کارنامهٔ خود دارد. وی در تاریخ ۲۴ مه ۱۹۲۶ نخستین بازی ملی خود را در مقابل تیم ملی فوتبال بلژیک انجام داد و با حضور در ۳ بازی ملی، در تاریخ ۱۵ مه ۱۹۲۹ واپسین بازی ملی‌اش را در برابر تیم ملی فوتبال اسپانیا برگزار کرد.
این بازیکن توانسته در بازی‌های ملی، ۴ گل به ثمر برساند.